# Апальковское сельское поселение
Апальковское се́льское поселе́ние — муниципальное образование в Кромском районе Орловской области России. Административный центр — село Апальково.
Создано в 2004 году в границах одноимённого сельсовета. Расположено на северо-западе района.

## Население
| 2010 | 2012 | 2013 | 2014  | 2015  | 2016 | 2017 |
| ---- | ---- | ---- | ----- | ----- | ---- | ---- |
| 983  | ↘981 | ↗982 | ↘970  | ↘951  | ↘928 | ↘916 |
| 2018 | 2019 | 2020 | 2021  | 2023  |      |      |
| ↘902 | ↘872 | ↗878 | ↗1085 | ↘1066 |      |      |

## Населённые пункты
В состав сельского поселения (сельсовета) входят 16 населённых пунктов:
| №  | Населённый пункт | Тип     | Население (чел.) |
| -- | ---------------- | ------- | ---------------- |
| 1  | Андреевка        | деревня | 17               |
| 2  | Апальково        | село    | ↘294             |
| 3  | Верхний Хутор    | деревня | 18               |
| 4  | Высокий          | посёлок | 0                |
| 5  | Здоровяк         | посёлок | 1                |
| 6  | Калинов          | посёлок | 7                |
| 7  | Коровье Болото   | село    | ↗121             |
| 8  | Красная Поляна   | посёлок | 24               |
| 9  | Морозовский      | посёлок | ↘131             |
| 10 | Ново-Федотово    | деревня | 0                |
| 11 | Самохвалово      | деревня | 18               |
| 12 | Соколов          | посёлок | 1                |
| 13 | Сухое            | деревня | 0                |
| 14 | Торохово         | деревня | 11               |
| 15 | Успенский        | посёлок | ↘213             |
| 16 | Федотово         | деревня | ↘127             |